# 클리퍼드 오데츠
클리퍼드 오데츠(영어: Clifford Odets, 1906년 7월 18일 ~ 1963년 8월 18일)는 미국의 극작가다.
그의 생애에서 가장 화려하였던 시기는 초기의 그룹 시어터와 교류하고 있을 때였다. 30년대를 특질(特質)짓는 사회주의적 혹은 비판적인 작품태도는 택시의 파업을 신선한 영화적 수법으로 그려 낸 그의 처녀작 <레프티를 기다리며>(1935)란 단막물과, 유태인 노동자의 가족을 안톤 체호프를 연상케 하는 훌륭한 수법으로 그려낸 <술 깬 다음에 노래하라>(1925)란 장막물(長幕物)로 나타났는데, 이러한 작품 등은 하나의 에폭을 만들었다고도 할 수 있다. <골든 보이>(1937)도 그의 대표작의 하나로서, 한 청년이 사랑과 음악가에의 야망을 버리고 권투선수가 될 수밖에 없었던 이야기를 엮은 것인데, 후일 60년대에 뮤지컬화되어 흑인이 주역을 맡아 큰 성공을 거두었다. 전후에는 상업주의 연극 속에서 활약하여 <큰 나이프>(1949), <시골 여인>(1950) 등이 있고, 런던에서 상연된 일도 있으나 초기와 같은 명성을 얻지는 못하였다. 한때 영화계에 있었던 실적을 남긴 적 있다.